# Spilosoma mendica
Spilosoma mendica là một loài bướm đêm thuộc phân họ Arctiinae, họ Erebidae.